# Kenya
Kenya (i äldre svenska stavat Kenia) [ke:'nja; engelskt uttal ke'njə eller ki:'njə], formellt Republiken Kenya (engelska: Republic of Kenya), är en suverän stat och republik i Östafrika, vid Indiska oceanen, gränsande till Etiopien, Somalia, Sydsudan, Tanzania och Uganda. I landet ligger Mount Kenya, Afrikas näst högsta berg efter Kilimanjaro.

## Historia

### Kenya före européerna

Karta över Kenya, som visar större sjöar och städer.

Östafrika tros vara hemvist för några av människans allra tidigaste förfäder. I södra Kenya och vid Olduvai på andra sidan gränsen mot Tanzania har man funnit cirka två miljoner år gamla lämningar efter människor. 
För omkring 1 000 år sedan vandrade några bantutalande stammar, däribland kikuyuernas förfäder, in i landet söderifrån längs kusten, i ett sent skede av bantumigrationen.  
500 år senare kom andra folk från norr, bland dem de nomadiserade massajerna.  
Invandringen har fortsatt in i modern tid och gett befolkningen dess starkt heterogena karaktär.  
På medeltiden började köpmän från Europa, Asien och Arabiska halvön besöka Kenyas kust på jakt efter slavar och elfenben. 
Araberna slog sig från 700-talet ned längs kusten. 
Vasco da Gama besökte landet i början av 1500-talet och portugiserna försökte sätta sig fast där för att få en stödjepunkt på sjövägen till Indien. 1592 förvärvade man ett område kring städerna Malindi och Mombasa men förjagades 1728 av araberna. 
Hela kusten ned till Moçambique vanns 1784 av imamen av Muskat (nuvarande Oman) och 1858 kom området under sultanatet Zanzibar.
Den kenyanska kusten låg mitt på swahilikusten, som sträckte sig från Mogadishu i norr till norra Moçambique i söder. Mombasa har bevarat mycket av den gamla swahilikulturen, liksom öarna i Lamuarkipelagen kring Lamu. Swahili blev så småningom regionens lingua franca och handelsspråk, och är tillsammans med engelska officiellt språk i Kenya. Medan swahilikulturen blomstrade på kusten uppstod flera mindre riken och hövdingadömet i inlandet. 
I sydväst dominerade luokulturen, i nordväst luhya, i centrala delarna av landet kikuyu, embu och meru och i östra inlandet kamba. Senare växte sig massajriket starkt i nuvarande södra Kenya och norra Tanzania, för att nå sin storhetsperiod i mitten av 1800-talet.
Inlandet kom att öppnas för utländska intressen genom de anglo-indiska ångbåtbolagen. 
En brittisk intressesfär bildades, indiska köpmän slog sig ned i hamnstäderna och sultanen av Zanzibar erbjöd 1877 ett brittiskt ångbåtsbolag att arrendera det inre av Kenyas fastland. 
Storbritannien utnyttjade inte tillfället, och istället kom tyskar att bilda ett intressebolag för exploatering av Kenyas inland. Genom en konvention 1886 kom de tyska och brittiska intressesfärernas gränser att dras upp, och 1888 upprättades ett protektorat under British East Africa Company. Området kallades efter kompaniets initialer Ibea. 
Genom Helgoland-Zanzibar-fördraget med Tyskland 1890 förvärvade Storbritannien bland annat Jubaland, Wituland och Uganda. Jubaland och Witu kom att förenas med Ibea till det som blev Kenya. Kenya planerades ursprungligen som ett arabrike under brittiskt beskydd, men efter ett arabiskt uppror 1895 gjordes Kenya istället till koloni.

### Under brittiskt styre
Under det brittiska kolonialväldet var Kenya en del av Brittiska Östafrika från 1895. Britterna upprättade ett protektorat 1895 och 1896 påbörjades en järnväg tvärs igenom landet för att skapa en förbindelse mellan grannprotektoratet Uganda och kusten vid Mombasa. 
Man främjade utvandringen från Storbritannien till Kenya, och 1914 fanns flera tusen brittiska jordbrukare i det bördiga området i sydväst. Här odlade de med billig afrikansk arbetskraft kaffe på jord som tidigare brukats av kikuyu- och massajfolk. 
De indier som hade byggt järnvägen blev kvar i landet för att sköta den, och de kom så småningom att spela en allt viktigare roll inom affärslivet. 1920 omorganiserades landet och förvandlades till kronkolonin Kenya. 1926 avträddes Jubaland till Italien.

### Självständighetstiden
Efter ett blodigt uppror, Mau-Mau-upproren på 1950-talet, blev landet självständigt den 12 december 1963 och blev republik året därpå.
Den förste presidenten och frihetskampshjälten Jomo Kenyatta ledde Kenya från självständigheten tills han avled 1978, då presidentposten övertogs av Daniel Arap Moi.
1982 gjorde det regerande partiet Kenyan African National Union (KANU) sig till det enda legala partiet. 
Moi kämpade hårt mot den politiska liberalisering som till slut kom 1991, men oppositionen var splittrad och lyckades inte välja bort KANU vid valen 1992 och 1997. Dessa val utmärktes av våld och valfusk, men anses ändå i allmänhet ha speglat folkets vilja.

## Geografi
I norr gränsar Kenya till Somalia, Etiopien och Sydsudan, i väster mot Uganda och i söder till Tanzania. 

### Topografi

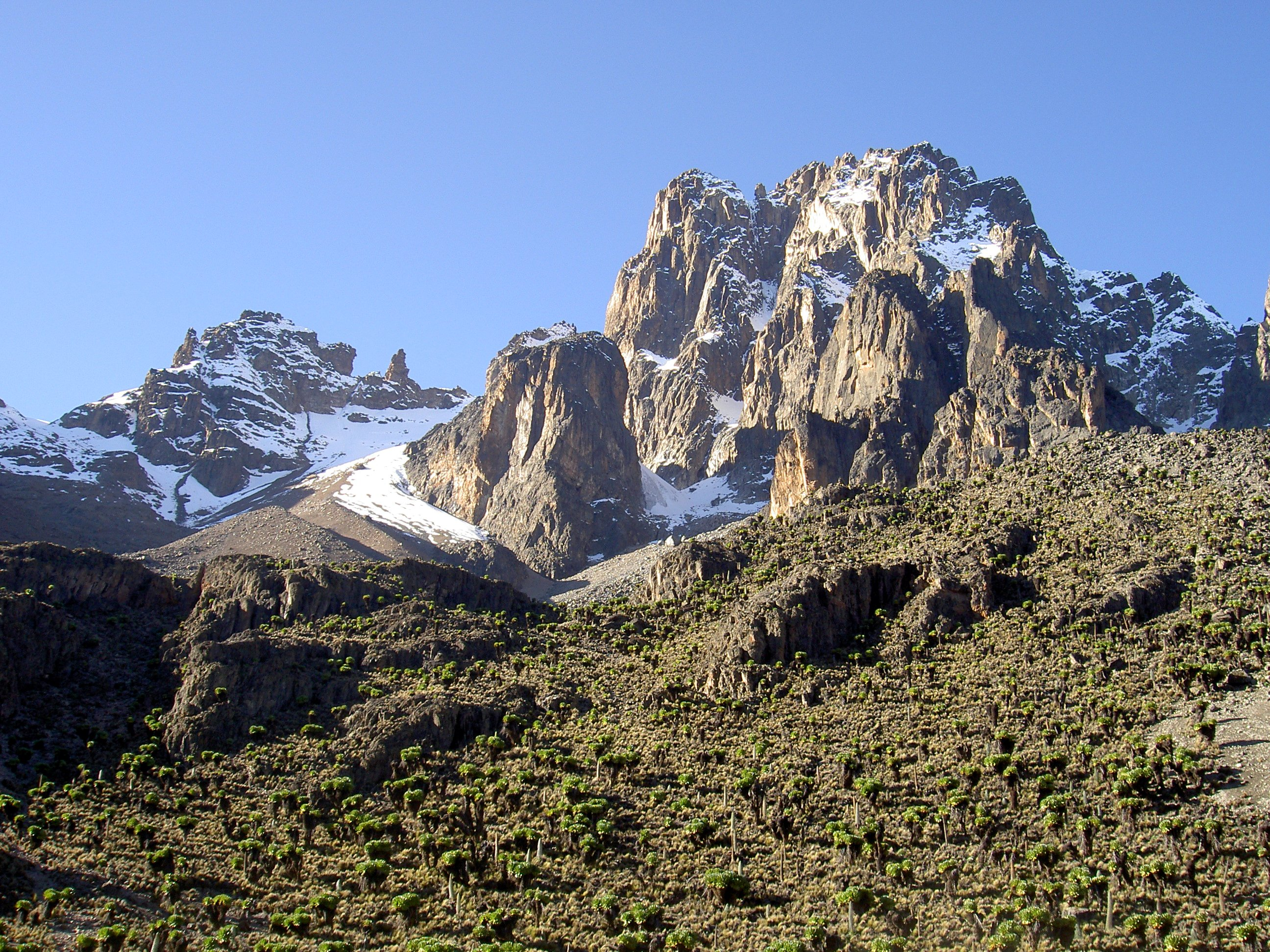
Mount Kenya har Kenyas högsta toppar, som högst 5 199 meter över havet.

Kenya har fått sitt namn efter den utslocknade vulkanen Mount Kenya, som är landets högsta berg. Landskapet är omväxlande. Afrikas stora dalsänka, Östafrikanska gravsänkesystemet, skär genom landet i nordsydlig riktning. Längs sänkan ligger flera sjöar och slocknade vulkaner. Bland sjöarna i området kan nämnas  världsarvet Elementaitasjön.
Från kusten vid Indiska oceanen i öster stiger landet till en högplatå, de så kallade Vita högländerna, som blev centrum för plantagejordbruken under kolonialperioden. Huvudstaden Nairobi ligger mellan den tempererade högplatån och de sydliga savannerna.
I väster finns ännu en högplatå som planar ut mot Victoriasjön. Här odlas te och kaffe. Grönskan är frodig och det finns en del tropisk regnskog. De låglänta områdena vid Victoriasjön drabbas emellanåt av översvämningar under regnperioderna. 
I norr är det stäpp och halvöken. Nederbörden är låg och torkan utgör ett ständigt hot mot nomadbefolkningens boskap. Turkanasjön vid gränsen till Etiopien dominerar landskapet. Den 25 mil långa sjön är hemvist för nilkrokodiler och fåglar. 

### Klimat
Klimatet varierar från tropiskt vid kusten till torrt i inlandet. Ibland förekommer längre torrperioder, och under regntiden mellan mars och maj kan översvämningar inträffa.
Landet mottar en hel del solsken året runt och sommarkläder bärs allmänt året om. Det är dock vanligtvis svalt nattetid, vid gryningen och på hög höjd.[källa behövs]
| Ort     | Ort               | Höjd ö h (m) | Max (°C) | Min (°C) |
| ------- | ----------------- | ------------ | -------- | -------- |
| Mombasa | kuststad          | 17           | 30,3     | 22,4     |
| Nairobi | huvudstad         | 1 661        | 25,2     | 13,6     |
| Eldoret |                   | 2 085        | 23,6     | 9,5      |
| Lodwar  | torr slätt i norr | 506          | 34,8     | 23,7     |
| Mandera | torr slätt i norr | 506          | 34,8     | 25,7     |

### Naturskydd och miljöproblem

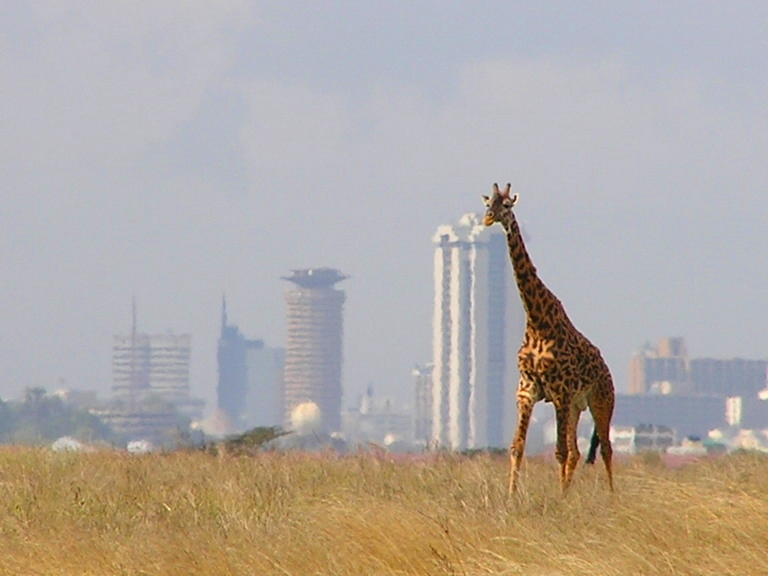
En giraff i Nairobi National Park med Nairobi i bakgrunden.

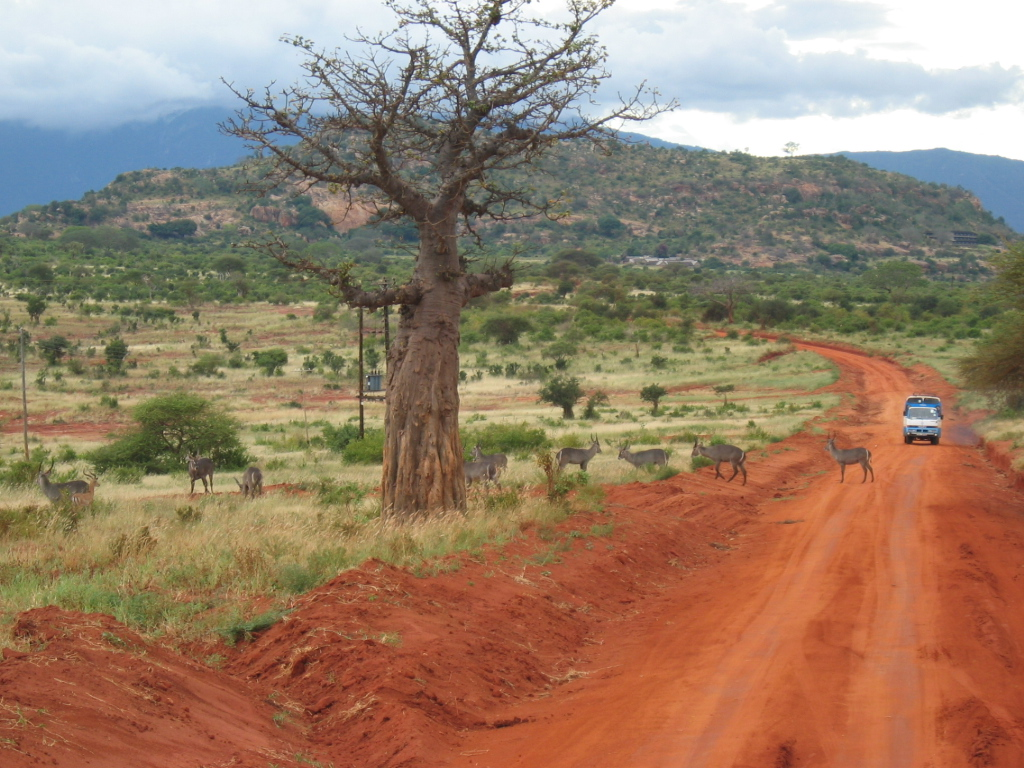
En safarirutt i Tsavo East nationalpark.

På savannen som fortsätter in i norra Tanzania finns några av de berömda nationalparkerna: Masai Mara, Amboseli, Tsavo East nationalpark och Tsavo West nationalpark. Aberdare är en av nationalparkerna i landet; den grundades 1950.
Några av Kenyas miljöproblem är vattenföroreningar, tjuvjakt på de vilda djuren samt avskogning med åtföljande jorderosion. Ungefär 70 % av elektriciteten produceras av fossila bränslen, 18 % av vattenkraft och resterande på annat sätt. Planer finns på att importera el från Etiopien som har en stor vattenkraftspotential.[källa behövs]

## Styre och politik

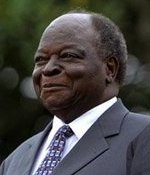
Tidigare presidenten Mwai Kibaki.

### Författning och styre
Kenya är en representativ demokratisk republik med presidentialism, där presidenten är såväl statsöverhuvud som regeringschef i ett flerpartisystem. Efter en folkomröstning 2010 har landet två kammare. Folkomröstningen gav även landets president mindre makt. 
Nationalförsamlingen har totalt 350 ledamöter varav 290 väljs i allmänna val. Därutöver utses 12 ledamöter av regering och opposition tillsammans, 47 platser är dessutom vigda för kvinnor som väljs på regional nivå. Talmannen väljs av parlamentet. 
Presidenten och dennes ministrar kan avsättas av nationalförsamlingen.  
Överhuset, som infördes 2013, har 68 ledamöter. 
Val till parlamentet liksom presidenten väljs i allmänna val vart femte år. Rösträttsåldern är 18 år.
- Verkställande makt utövas av regeringen.
- Lagstiftande makt är nedlagd både i regering och Kenyas nationalförsamling.
- Den dömande makten är oberoende av den verkställande och den lagstiftande.[7] Det fanns dock en växande oro speciellt under förre presidenten Daniel arap Mois mandatperiod över att den verkställande makten alltmer blandade sig i rättsväsendets angelägenheter.

### Administrativ indelning
Kenya är sedan 2013 administrativt indelat i 47 län, sedan den förändring i indelningen från provinser till län som antogs i samband med den nya konstitutionen 2010 i och med valet 2013 trädde i kraft.
Före denna förändring var Kenya administrativt indelat i ett huvudstadsområde (national capital area), Nairobi, och sju provinser (engelska: provinces, swahili: mkoa): Centralprovinsen, Kustprovinsen, Östprovinsen, Nordöstra provinsen, Nyanzaprovinsen, Rift Valley och Västprovinsen.[källa behövs]

### Politik
President Moi avgick efter valet 2002. Mwai Kibaki, som var presidentkandidat för en enad oppositionsgrupp, Nationella regnbågskoalitionen, besegrade då KANU:s kandidat Uhuru Kenyatta, son till Jomo Kenyatta.[källa behövs]

#### Valet 2007
Den 27 december 2007 hölls parlaments- och presidentval.  President Mwai Kibaki kandiderade för Partiet för nationell enighet, en union av flera partier, bland dem KANU. Hans främste utmanare var Raila Odinga från Orangea demokratiska rörelsen (ODM). Kibaki utropades till segrare, vilket genast följdes av anklagelser om valfusk. 
Krieglerkommissionen, som under sommaren 2008 utredde valet, konstaterade i sin slutrapport att valet varit så dåligt genomfört att det var omöjligt att i efterhand avgöra vem som borde ha vunnit. Våldsamma protester bröt ut redan under den utdragna väntan på valresultatet, och sedan Kibaki snabbt avlagt presidenteden utbröt oroligheter runt om i landet. I ett par månaders tid spred sig våldsamheterna med etniska förtecken över framför allt de västra delarna av landet även mellan folkgrupper som levde i sämja, men där gamla oförrätter nu åter kom till ytan. Röda Korset i Kenya uppgav, i början av 2008, att över 1 000 människor dödats i politiskt våld efter valet.
FN:s chefsmedlare Kofi Annan anlände i slutet av januari till landet för att inleda förhandlingar mellan representanter för Kibaki och Odinga, vilket resulterade i en koalitionsregering, med Kibaki som president och Odinga på en nyinrättad premiärministerpost. Samarbetet har dock inte varit friktionsfritt och regeringen sattes under hård press i oktober 2008, då domare Philip Waki i samband med krav på en tribunal släppte en utredning om den politiska inblandningen i våldsamheterna. Rapporten överlämnades till Kofi Annan tillsammans med en förseglad lista på misstänkta högt uppsatta politiker, poliser och andra dignitärer, som snarast borde ställas till svars för att ha underblåst de folkliga upploppen.
Lagförslaget om en tribunal som politikerna tog i december 2008 ser dock enligt lokala medier ut att etablera en ganska svag juridisk process, där få politiker lär fällas eller tvingas lämna sina jobb. Lokala människorättsorganisationer varnade för att en verkningslös tribunal kommer att spä på de problem som ledde till våldet 2008. 
Waki-rapportens stipulerade grundlagsändring samlade inte heller nödvändiga två tredjedelars majoritet och avvisades av parlamentet. Så det rättsliga efterspelet har ännu[när?] inte lett till att de ansvariga för våldet har kunnat ställas till svars.
Wakis lista påstås bland andra peka ut ett halvdussin regeringsministrar, varav flertalet från forna oppositionspartiet ODM, framför allt från folkgruppen Kalenjin. Wakirapporten orsakade därmed inte bara en intern osämja inom ODM, där partiledaren Odinga hör till gruppen Luo, utan den spädde även på andra etniska motsättningar. 
Ett drygt år efter valet har man visserligen börjat bygga upp vad som brändes ner i strider mellan bland andra grupperna Kalenjin och Kisii. Liksom i Kenya som helhet döljer sig dock fortsatta spänningar under en fridfull yta.

Läget har också lett till konflikt med Uganda om fiskevatten i Victoriasjön och om ön Migingo Island.
ICC, Internationella brottmålsdomstolen förbereder sedan 31 mars 2010 rättegång efter våldet 2007, där den intrikata situationen uppstått att 2013 års valvinnare står vid de anklagades bänk. 
Kenyas parlament, där flertalet önskar att rättegången ska hållas på kenyansk mark, har därför röstat för ett regeringsförslag om att lämna den internationella brottmålsdomstolen ICC. Men ICC kommer ändå att gå vidare med åtalet mot landets president Kenyatta och vicepresident Ruto.

#### 2008

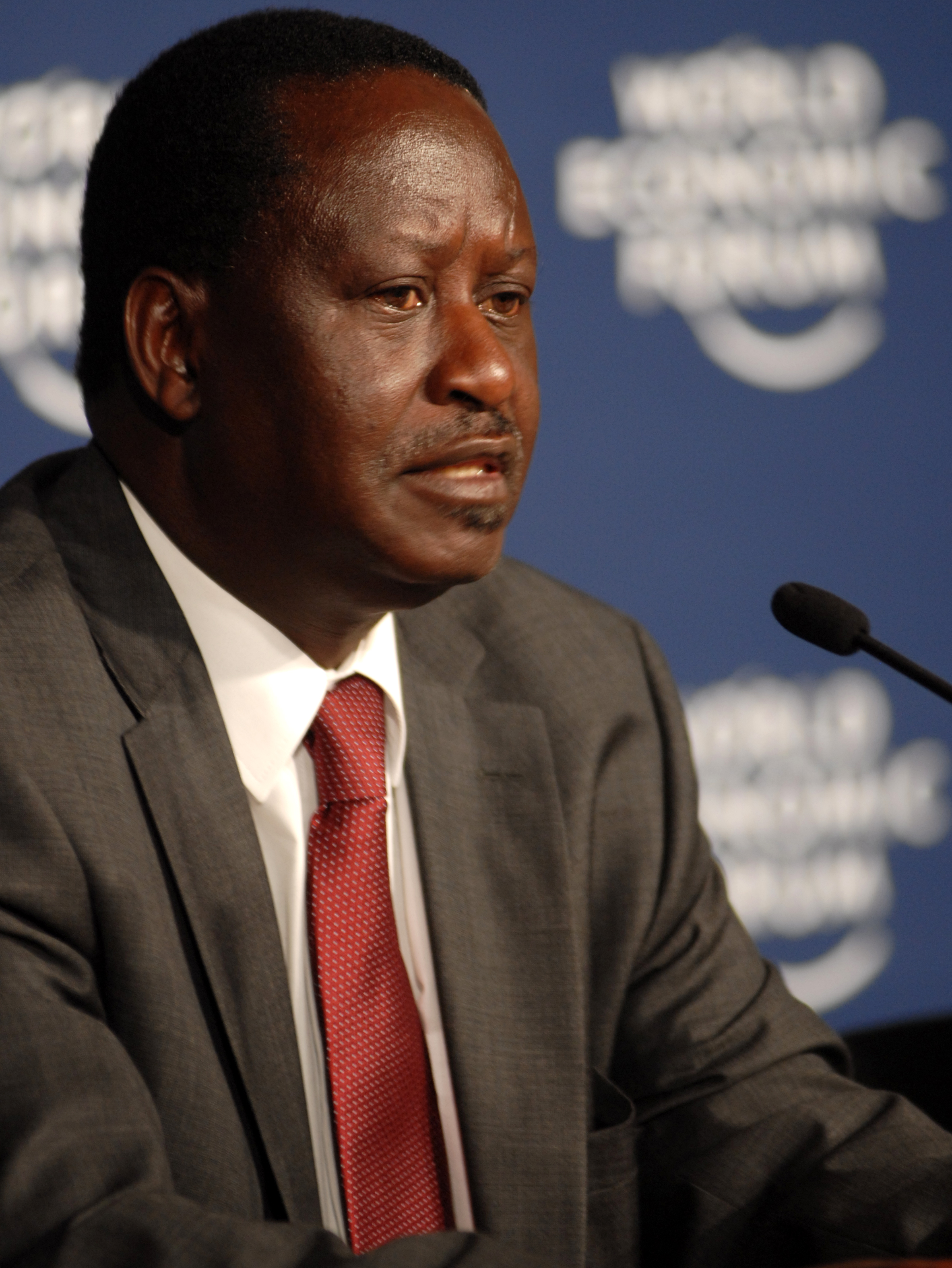
Förre premiärministern Raila Odinga

Den 28 februari 2008 signerade Kibaki och Odinga en överenskommelse om att bilda en samlingsregering, i vilken Odinga skulle bli Kenyas andre premiärminister. Den 13 april utnämnde president Kibaki en Stor koalition om 41 ministrar- inklusive premiärministern och dennes två deputerade. Kabinettet, som omfattade 50 viceministrar, svors in vid Statshuset i Nairobi den 17 april under närvaro av Dr. Kofi Annan och andra inbjudna dignitärer.[källa behövs]

#### Ny författning
1963 års författning, som byggde på koloniala strukturer, hade tillämpats sedan självständigheten från Storbritannien, då Jomo Kenyatta kom till makten. Den gäller inte längre. 
En konstitutionell förändring hade övervägts, som skulle eliminera premiärministerns position och samtidigt reducera presidentens makt. 
En folkomröstning kring den föreslagna konstitutionen hölls den 4 augusti 2010, då 67 % av det kenyanska folket röstade  Ja till en ny författning.
Den nya författningen gav bland annat delegater i lokala fullmäktige mer makt och gav kenyanerna en bill of rights motsvarande den engelska Bill of Rights.
Denna antogs den 27 augusti vid en stor ceremoni i Frihetsparken Uhuru Park i Nairobi, ackompanjerad av en 21 skotts salut. 
Tilldragelsen hedrades av ett antal afrikanska ledare och prisades av det internationella samfundet. Från den dagen trädde den nya konstitution i kraft som utbasunerade den Andra Republiken.[källa behövs]

#### Valet 2013 och ny regering
Under den nya konstitutionen och med president Kibaki förbjuden att ställa upp till en tredje mandadperiod, ställde deputerade premiärministern Uhuru Kenyatta upp med William Ruto som Odingas främste motkandidat. Kenyatta vann med 50,51 % av rösterna i mars 2013.[källa behövs]

#### Uhuru Kenyatta vid makten sedan 2013
Uhuru Kenyatta valdes till president 2013 trots att han då stod åtalad för brott mot mänskligheten av en internationell domstol. Presidentvalet i augusti 2017 underkändes av Högsta domstolen, som krävde att det skulle göras om. 
Kenyatta segrade i det omval som hölls i oktober samma år och som bojkottades av oppositionen. De politiska spänningarna i landet fortsätter att vara starka, men våren 2018 försonades presidenten med sin främsta politiska rival, Raila Odinga.

## Ekonomi och infrastruktur

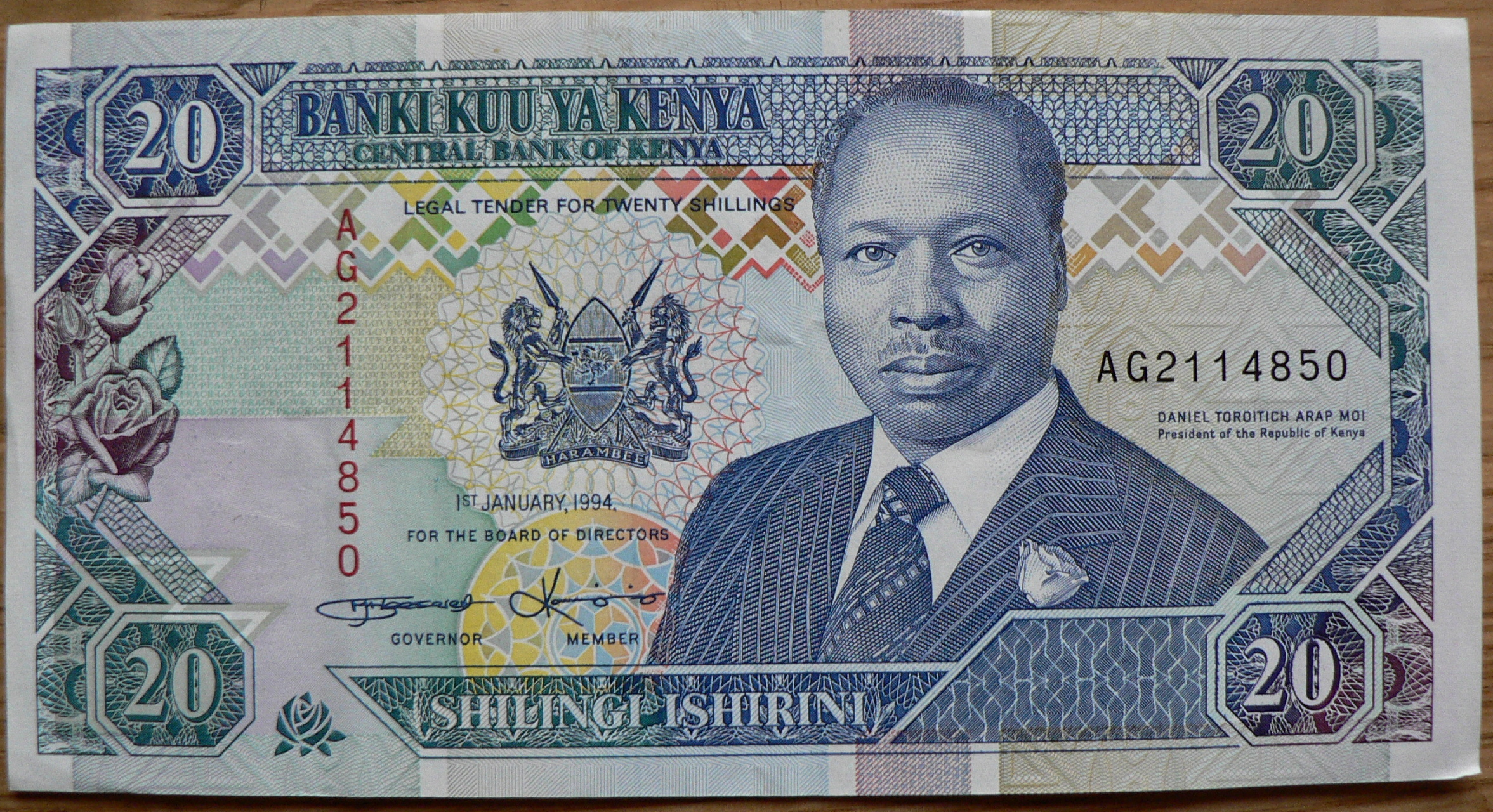
Kenyansk 20-skillingssedel från 1994.

Kenya är navet för den finanssektorn och handeln i Östafrika, men ekonomin hämmas av utbredd korruption och låga priser på de råvaror man exporterar. På grund av korruptionen har Internationella valutafonden (IMF) avslutat vissa stödåtgärder. 
Under 1995 och 1996 rådde en stark tillväxt i den kenyanska ekonomin, men den har stagnerat. Kenyas fungerande ekonomi är en av de värsta i Afrika, även om man hade ekonomisk tillväxt under tre år från 2004 till 2007.
Ekonomin är marknadsbaserad, med några statligt ägda infrastrukturföretag, och bibehåller ett liberaliserat externt handelssystem. Ekonomin är mycket beroende av jordbruk och turism. Jordbrukssektorn sysselsätter nästan 75 procent  av landets 37 miljoner invånare. Hälften av sektorns produktion är för det egna hushållet. 
Kenyas BNP sjönk kontinuerligt med som högst 6,5 procent per år under det första decenniet av självständighet till mindre än 4 procent per år under det följande decenniet, till bara omkring 1,5 procent per år under 1990-talet. Efter 2004 gick BNP upp med 5 procent per år. 
Flera decennier av sämre ekonomi i kombination med snabb befolkningsökning, gjorde folk fick sämre ekonomi och arbetslösheten steg. Mellan 1970-talet och 2000 ökade andelen fattiga kenyaner från 29  till 57 procent. Kenyas ekonomiska resultat har bromsats av flera faktorer; 
- stor tillit till få agrikulturella exporter som är sårbara för prisförändringar i omvärlden
- befolkningstillväxt som överträffat ekonomitillväxten
- förlängd torka som har framtvingat ransonering
- sämre infrastruktur
- extrema skillnader i välfärd som begränsat möjligheterna för majoriteten av befolkningen att utveckla kunskaper och färdigheter.

Korruption och dåligt styre har också haft en negativ påverkan på tillväxten, och har gjort det dyrt att göra affärer i Kenya. Enligt Transparency International är Kenya en av världens sex mest korrupta länder. Mutor och bedrägeri kostar Kenya uppemot en miljard amerikanska dollar varje år. 
23 procent av kenyanerna lever på mindre än en amerikansk dollar om dagen, och kenyaner betalar omkring 16 mutor i månaden, i snitt vid två av tre träffar med tjänstemän. En annan stor faktor för den ekonomiska bromsen är mänskliga immunbristsjukdomar, hiv och aids.

### Näringsliv

#### Energi och råvaror
När det gäller energi täcks större delen av landets behov av vattenkraftverk, där fem är belägna vid Tanafloden och ett vid Turkwelfloden. Det finns också ett geotermiskt kraftverk i Olkaria i Rift Valley och ett oljekraftverk vid kusten. Planer på att utöka det geotermiska kraftverket i Rift Valley har diskuterats.
Mineralutvinning i Kenya är relativt begränsad, men det finns vissa resurser som utnyttjas. Sedan 1975 har flusspat utvunnits i Kerioflodens dalgång, och soda utvinns från Magadisjön i Rift Valley. Kenya har också betydande rubinfyndigheter, och smyckesrubiner har brutits sedan 1974. Dessutom pågår prospektering efter metaller som krom, nickel och koppar i Centralprovinsen och Kerioflodens dalgång. Trots oljeprospektering, särskilt längs kusten, har inga betydande fynd gjorts.

### Infrastruktur

#### Transporter

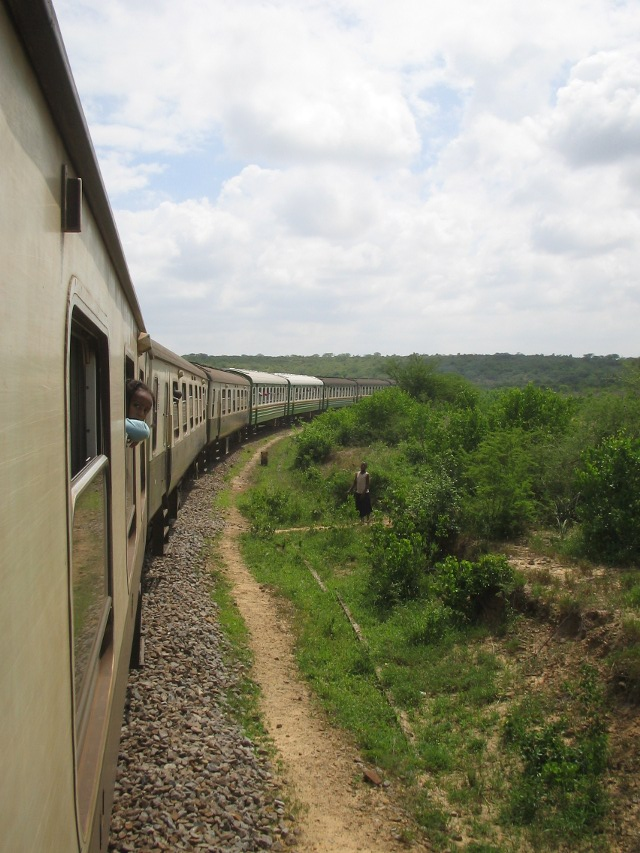
Tåget från Nairobi till Mombasa.

Två vägar i det transafrikanska huvudvägnätet passerar genom Kenya: Huvudväg 4 mellan Kairo och Kapstaden samt huvudväg 8, Lagos-Mombasa-vägen. Buss och matatu (minibussar) står för merparten av landets transporter.  
Hamnen i Mombasa, Kilindini hamn är den största i Östafrika. Det finns också en insjöhamn vid Victoriasjön, i Kisumu. Den ugandiska järnvägen används för persontrafik, inte minst mellan Nairobi och Mombasa. Spårvidden är 1 000 millimeter. Landet har två internationella flygplatser: Jomo Kenyattas internationella flygplats i Nairobi och Moi International Airport i Mombasa.[källa behövs]

#### Utbildning
| Läs- och skrivkunnighet      | 2009 | 2015   | 2021     |
| ---------------------------- | ---- | ------ | -------- |
| Andel av befolkningen >15 år | 87 % | 78 %   | 82,6 % ▲ |
| Andel av män > 15 år         |      | 81,1 % | 85,5 % ▲ |
| Andel av kvinnor > 15 år     |      | 74,9 % | 79,8 % ▲ |

Utbildningssystemet i Kenya var länge baserat på det brittiska, men har sedan 1980-talet anpassats till att bli mer självständigt både i struktur och läroplaner. Trots detta är engelska fortfarande det huvudsakliga undervisningsspråket. Primärskolan, som är avgiftsfri och statligt driven, sträcker sig över åtta år och startar vid sex års ålder. Sekundärskolan, som varar i fyra år, förbereder eleverna för universitetsstudier. År 2009 var närvaron i primärskolan 82 procent, och andelen elever som fortsätter till sekundärskolan har ökat betydligt under 2000-talet och ligger nu över 50 procent. I Kenya finns över 20 universitet och högskolor, varav många är privata. År 2010 avsattes cirka 17 procent av den statliga budgeten till utbildning.

## Befolkning

### Demografi

#### Minoriteter
Kenya har 45 officiellt erkända etniska grupper, och etnicitet är en viktig komponent i den personliga identiteten i de flesta delar av det kenyanska samhället.  
Kikuyu, luhya och kamba är bantufolk och de tre största folkgrupperna. De livnär sig i huvudsak på traditionellt jordbruk. Boranerna och somalierna tillhör de kushitisktalande folket vilka, liksom de nilotiskttalande massajerna, livnär sig på att föda upp boskap. Andra folkgrupper som hör till de nilotisktalande folken är luo och kalenjin.
| Folkgrupp | Andel (2009) | Andel (2019) |
| --------- | ------------ | ------------ |
| Kikuyu    | 17,2 %       | 19,9 %       |
| Luhya     | 13,8 %       | 14,3 %       |
| Kamba     | 10,1 %       | 9,8 %        |
| Kalenjin  | 12,9 %       | 13,4 %       |
| Luo       | 10,5 %       | 10,7 %       |
| Somalier  | 6,2 %        | 5,8 %        |
| Kisii     | 5,7 %        | 5,7 %        |
| Mijikenda | 5,1 %        | 5,2 %        |
| Ameru     | 4,3 %        | 4,2 %        |
| Turkana   | 2,6 %        | 2,1 %        |
| Massajer  | 2,2 %        | 2,5 %        |

#### Migration
År 2017 fanns i Kenya 489 957 flyktingar och asylsökande (varav 313 255 från Somalia och 103 201 från Sydsudan). 2016 utgjorde antalet internflyktingar i landet 138 000 och antalet statslösa i Kenya samma år var 20 000.

### Språk
Omkring 60 språk talas som modersmål i Kenya. Av dem är engelska och swahili officiella språk, trots att bara en liten majoritet har något av de språken som modersmål. Majoriteten av kenyanerna talar swahili, landets  lingua franca, som andraspråk, och engelska, undervisnings- och myndighetsspråket, som tredjespråk.
Av de inhemska kenyanska språken är en majoritet bantuspråk, men även flera nilotiska språk och kushitiska språk talas i landet. De största språken (fler än en miljon modersmålstalare inom landet) är kikuyu, gusii,  kalenjin, kamba, luo, luhya och meru.

### Hälsa
År 2015 var andelen av den vuxna befolkningen som levde med hiv/aids 5,91 procent, vilket motsvarade 1 517 700 smittade invånare. Samma år rapporterades 35 800 dödsfall till följd av hiv/aids.
När det gäller fetma led 5,9 procent av den vuxna befolkningen av detta tillstånd år 2014. Bland barn under fem år var 11,0 procent underviktiga enligt statistik från samma år.
Mödradödligheten uppgick år 2015 till 510 dödsfall per 100 000 födslar.

### Övriga befolkningsdata
Den senaste folkräkningen hölls den 24 augusti 2009 och då uppgick den faktiskt befintliga befolkningen i Kenya (de facto) till 38 610 097 invånare, varav 19 192 458 män och 19 417 639 kvinnor.
Folkräkningar hade tidigare hållits 1999, 1989, 1979, 1969, 1962 och 1948. Invånartalet i Kenya uppskattades i juli 2018 av The World Factbook till 48 397 727 invånare, medan Förenta nationerna uppskattade befolkningen 1 juli 2016 till 47 251 000.

## Kultur

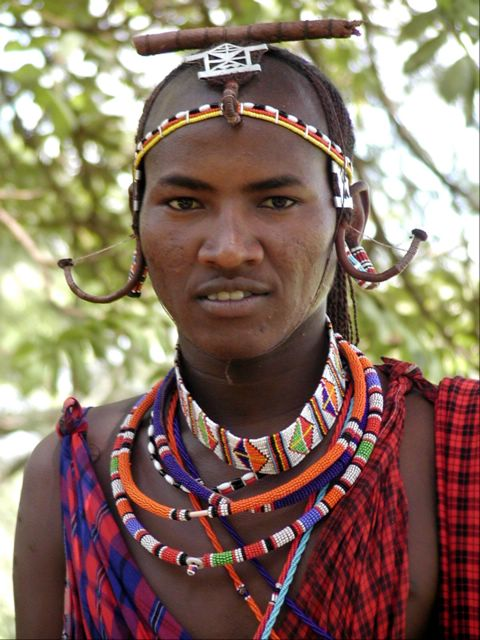
En manlig massaj i traditionell utstyrsel.

Kenya har ingen kultur som specifikt identifierar hela landet. Med så skilda regionala folk som swahili längs kusten, flera kringströvande samhällen främst i norr och de olika befolkningsgrupperna i centrala och västra regionerna, är det svårt att ordna en ömsesidigt godtagbar kulturell identifikation. 
Det finns cirka 42 olika stammar i Kenya - samtliga med sin egen unika kultur, men en majoritet av dem med sammanflätade kulturella uttryck uppkomna genom starka likheter i språk, liknande miljö och stammarnas fysiska närhet. 
Stammarna är grupperade i större undergrupper - baserat på dessas kulturella och språkliga likheter. Det finns tre stora förenande språkliga kategorier: 
- Bantuspråktalande folk i kustregionen, i det centrala höglandet och i västra Kenya.
- Niloterna som huvudsakligen finns i Riftdalen och vid Viktoriasjön och Kushiterna som huvudsakligen består av herdar och nomader i de torrare nordöstra delen av landet. Dessa undergrupper spänner över ett område som sträcker sig utanför Kenyas gränser.
- Massajkulturen har turistnäringen att tacka för sin omfattande exponering, vilken har exploaterat dem i rent kommersiella syften. Massajerna utgör dock bara en relativt liten del av Kenyas befolkning.

Historisk och nuvarande uppdelningspolitik, som utövades först av kolonisatörerna och därefter av de påföljande lokala ledarna, har lett till en situation där kenyanerna själva knappt känner sin egen kultur, än mindre sina grannars. 
Den koloniala administrationen i samarbete med omfattande konfessionell missionsverksamhet och formell utbildning utplånade de flesta kulturella särdragen och lämnade ett tomrum som fylldes av västerländska kulturella attityder och identifiering särskilt hos ungdomen.
Kenya har ett aktivt liv kring musik, television och teater, där simba och hakuna matata  blivit bekanta begrepp för utomstående. Det är dock svårt att undgå ett visst mått av  tribalism.[källa behövs]

#### Litteratur

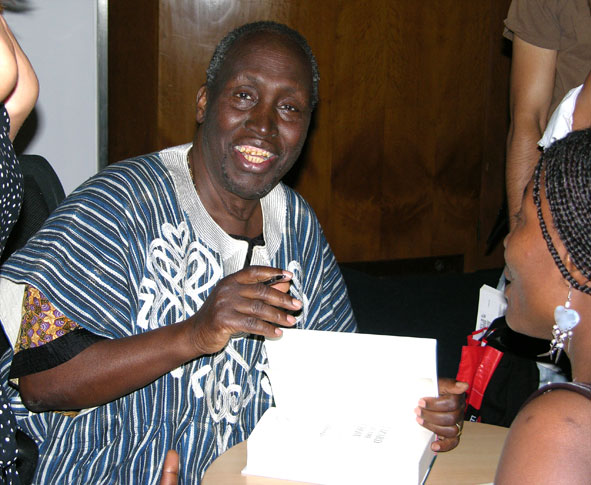
Ngũgĩ wa Thiong'o signerar en bok.

### Konstarter

### Traditioner

#### Matkultur
Kenya har ingen enhetlig matkultur som identifierar landet, utan det kulinariska köket består av olika kulturer som praktiseras i landets olika samhällen. En återkommande maträtt är majsgröten "ugali", som ofta äts av både fattiga och medelklassen. Andra vanliga rätter inkluderar sötpotatis och tarorötter. De mer välbärgade äter ofta ris, vilket ingår i de flesta kenyanska maträtter. En populär rätt är "Samaki wa Kukaanga", som består av kryddad friterad fisk. Fisk säljs ofta i stånd vid exempelvis motorvägar, liknande hur varmkorv säljs i Europa. 
Många kenyaner är beroende av jordbruk för sin försörjning, och majs är en viktig gröda. Under torrperioder blir det dock svårare att odla majs, vilket kan leda till svält bland befolkningen. Den värsta torkan i Kenyas historia inträffade mellan 1999 och 2001.

## Internationella rankningar
| Organisation                                | Undersökning                   | Rankning   |
| ------------------------------------------- | ------------------------------ | ---------- |
| The Economist                               | Demokratiindex 2018            | 98 av 167  |
| World Bank Group                            | Doing Business Report 2019     | 56 av 190  |
| Heritage Foundation/The Wall Street Journal | Ekonomisk frihet-index 2019    | 130 av 180 |
| FN:s utvecklingsprogram                     | Human Development Index 2018   | 147 av 189 |
| Transparency International                  | Korruptionsindex 2018          | 144 av 180 |
| Reportrar utan gränser                      | World Press Freedom Index 2019 | 100 av 180 |